# Куценко Євген Миколайович
Євге́н Микола́йович Куце́нко (29 березня 1968 — 8 жовтня 2021) — український підприємець і футбольний функціонер. Директор ПП «Молокозавод-Олком». Президент футбольного клубу «Олком» (Мелітополь).
Журнал «Фокус» оцінив статки подружжя Євгена та Ольги Куценків у 38 млн доларів станом на початок 2010 року. Часопис розмістив їх на 137 місці серед 200 найбагатших людей України.